# Xenofrea mariahelenae
Xenofrea mariahelenae là một loài bọ cánh cứng trong họ Cerambycidae.